# Станіслав Газ Молодший
Станіслав Газ (д/н — бл. 1581) — львівський міщанин, райця, війт та бурмистр радецький.

## Життєпис
Походив зі львівського патриціанського роду Газів. Другий син війта Станіслава Газа. Замолоду одружився з Агнешкою, донькою Валентина Августина, польського купця.
У 1551 році стає лавником. На цій посаді перебував 21 рік. Це не завадило йому в 1555 і 1562—1566 роках ставати війтом Львова. Лише в 1572 році Станіслава Газа молодшого обирали до раєцької колегії. У 1579 році стає бурмистром радецьким (очолював раєцьку колегію). 1580 року знову обраний війтом. Остання згадка відноситься до 1581 року.

## Родина
Можливо, мав синів Валентина і Мельхіора (в останнього Костянтин Корнякт придбав будинок, де звів свій палац), проте це доволі суперечно. За іншими відомостями батьком останніх був брат Станіслава — Еразм або вони походили з іншої гілки роду Газів.